# Xã Greenfield, Quận Brown, South Dakota
Xã Greenfield (tiếng Anh: Greenfield Township) là một xã thuộc quận Brown, tiểu bang Nam Dakota, Hoa Kỳ. Năm 2010, dân số của xã này là 40 người.